# Шабалашва
Шабалашва (санскрит. Çabalâçvâs) — в индийской позднейшей мифологии сыновья патриарха Дакши, произведённые им на свет в количестве 1000 человек после исчезновения их предшественников, пяти тысяч Харияшва (Гарьяшва), для заселения Земли.
Как и Харияшва, Шабалашва были убеждены мудрецом Нарадой не производить потомства и рассеялись по всем странам Земли с тем, чтобы никогда не возвращаться.